# Мотор (альбом)
«Мотор» — четвёртый студийный альбом Сергея Бабкина, вышедший в 2007 году. Изначально планировалось назвать его «Три».
Диск содержит как песни, сочинённые раньше, участвовавшие в концертных программах («Мотор!», «Мы не играем в любовь», «Мир», «Не больно»), так и совершенно новые.
По звучанию альбом отошёл от двух первых («УРА!», «БИС!») и перешёл к стилю звучания, присущему макси-синглу «СН.Г.!» и диску «Сын». Тематика текстов также в основном заимствована у предыдущего альбома.
На песни «Мотор», «Медведь», «Не больно» были сняты клипы. «Медведь» попал в ротацию радио «Шансон» и стал его хитом.

## Список композиций
1. Мотор
2. Другу
3. Первая ночь
4. Медведь
5. Цветы
6. Пульс
7. Мы не играем
8. Птица белая
9. Александр
10. Шизофрения
11. Мир
12. Не больно
13. Лес
14. Злива (укр) (Bonus Track)

## Участники записи
- Сергей Бабкин (гитара, вокал)
- Сергей Савенко (кларнет)
- Ефим Чупахин (фоно, клавиши)
- Игорь Фадеев (бас)
- Сергей Flanger Кондратьев (Мастеринг и сведение)